# Tadeusz Popiela
Tadeusz Stanisław Popiela (ur. 23 maja 1933 w Nowym Sączu) – polski lekarz, chirurg, gastroenterolog i onkolog, profesor nauk medycznych, rektor Akademii Medycznej w Krakowie (1972–1981).

## Życiorys
Od 1952 należał do Polskiej Zjednoczonej Partii Robotniczej. W 1955 pełnił funkcję I sekretarza komitetu uczelnianego PZPR na Akademii Medycznej w Krakowie. W latach 70. był członkiem komitetu wojewódzkiego PZPR w Krakowie. Przewodniczył komisji nauki, a następnie komisji ochrony zdrowia w KW PZPR. W latach 80. wchodził w skład Komitetu Centralnego PZPR. Był delegatem na IV i VIII zjazd partii.
W 1955 ukończył studia w Akademii Medycznej w Krakowie. W 1961 uzyskał stopień naukowy doktora, habilitował się w 1965. Od 1972 pracował na stanowisku profesorskim. W 1990 otrzymał tytuł profesora nauk medycznych. Zawodowo związany z Akademią Medyczną w Krakowie i następnie z Collegium Medicum Uniwersytetu Jagiellońskiego. Został profesorem w I Katedrze Chirurgii Ogólnej i Klinice Chirurgii Gastroenterologicznej. Objął kierownictwo Zakładu Radioterapii Śródoperacyjnej i Chemioterapii Szpitala Uniwersyteckiego w Krakowie. Przez trzydzieści lat prowadził badania nad wczesnym wykrywaniem i leczeniem nowotworów, które stały się podstawą do sformułowania zaleceń dotyczących diagnostyki i terapii w przypadku raka żołądka i trzustki.
Został członkiem korespondentem i następnie członkiem rzeczywistym Polskiej Akademii Nauk oraz członkiem krajowym czynnym Polska Akademia Umiejętności. Od 1972 do 1981 był rektorem Akademii Medycznej w Krakowie, a w latach 1993–1998 pełnomocnikiem rektora Uniwersytetu Jagiellońskiego ds. klinicznych. Uczestniczył w radach redakcyjnych m.in. „Przeglądu Lekarskiego” i „Polskiego Przeglądu Chirurgicznego”. Zaangażowany w działalność licznych międzynarodowych organizacji naukowych chirurgów, m.in. jako prezydent European Society of Surgery (1999–2000) i International Gastric Cancer Association (2009) W latach 1987–1989 kierował Towarzystwem Chirurgów Polskich.

## Odznaczenia i wyróżnienia
Prezydent Aleksander Kwaśniewski postanowieniem z 11 września 2001 odznaczył go – za wybitne zasługi dla rozwoju polskiej chirurgii, za osiągnięcia w pracy naukowej – Krzyżem Wielkim Orderu Odrodzenia Polski. Przed 1989 rokiem był odznaczony Krzyżem Oficerskim i Kawalerskim Orderu Odrodzenia Polski. Otrzymał też odznakę Zasłużony Lekarz PRL.
Uzyskał tytuły doktora honoris causa Pomorskiej Akademii Medycznej w Szczecinie (2002), Akademii Medycznej we Wrocławiu (2003), Akademii Medycznej w Warszawie (2005). Otrzymał nagrodę „Trybuny Ludu” (1975).